# Walter Meier (Leichtathlet)

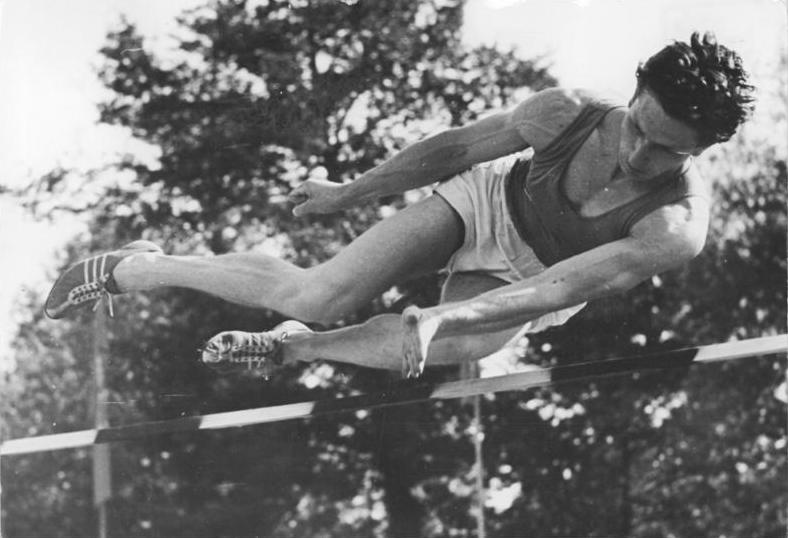
Meier bei den DDR-Meisterschaften 1952

Walter Meier (* 3. August 1927 in Rogätz; † 25. März 2017 in Halle) war ein deutscher Leichtathlet und Olympiateilnehmer, der – für die DDR in einer gemeinsamen deutschen Mannschaft startend – bei den Europameisterschaften 1958 die Bronzemedaille im Zehnkampf gewann.

## Sportliche Erfolge
Bei den Olympischen Spielen 1956 wurde er Sechster (6773 Punkte = 6910 Punkte nach Tabelle von 1985); bei den Olympischen Spielen 1960 belegte er Platz 16 (6000 Punkte = 6116 Punkte nach Tabelle von 1985). Von 1953 bis 1958 stellte er sieben DDR-Rekorde im Zehnkampf auf, drei davon waren zugleich gesamtdeutsche Bestleistung.
Nach seiner aktiven Zeit arbeitete er als Hochschullehrer an der Martin-Luther-Universität Halle, Mehrkampftrainer und verantwortlicher Verbandstrainer im Deutschen Verband für Leichtathletik (DVfL) der DDR, ab 1966 in einer Berufsschule in Halle, wo er als Rentner lebte. Schriftstellerisch trat er bereits 1964 mit einer Biografie in Erscheinung. 2007 schrieb er trotz seiner durch eine Makuladegeneration entstandenen starken Sehbehinderung einen Rückblick auf sein Leben vom NAPOLA-Schüler bis zum Weltklassesportler, in dem er auch sachlich-kritisch welt- und sportpolitische Entwicklungen der Gegenwart betrachtet.
Meier gehörte dem SC Chemie Halle an. In seiner Wettkampfzeit war er 1,86 m groß und wog 85 kg. 
Meiers Spikes und Trikots der Olympischen Spiele in Melbourne und Rom und das großformatige Olympische Diplom für den 6. Platz in Melbourne befinden sich im Bundesarchiv (Bestand N 2774).

## Schriften
- Als Sportler um die Welt. Sportverlag, Berlin 1964.
- Interview mit mir selbst. Projekte, Halle 2007, ISBN 978-3-86634-276-7.
- Gereimtes über Ungereimtes. viademica, Berlin 2009, ISBN 978-3-937494-46-3.
- Wie ich geheiratet wurde. Und andere Kuriositäten. viademica, Berlin 2010, ISBN 978-3-939290-04-9.